# Canzoni in esilio
Canzoni in esilio - sottotitoloː Edmonda Aldini canta Theodōrakīs - è un album inciso a settembre 1970, su musica di Mikīs Theodōrakīs, con la voce di Edmonda Aldini, per la casa editrice musicale Casa Ricordi.

## Descrizione
La copertina dell'album, in bianco e nero, mostra sul retro una lunga nota, scritta da Tinin (Antonio Corzani) e da Velia Mantegazza, e accanto il frammento di una lettera di Mikīs Theodōrakīs ad Edmonda Aldini. Mikīs Theodōrakīs lasciò la Grecia e andò in esilio a Parigi, il 13 aprile 1970, In esilio scrisse queste canzoni che divennero popolari.

## Tracce
1. Edmonda Aldini – Mirtia (Μiρτιά - Giovana) (Nikos Gatsos, Sandro Tuminelli, Mikīs Theodōrakīs)
2. Edmonda Aldini – Un fiume amaro (ο Καημός) ([2][3]) (Mikīs Theodōrakīs, Terpsichoris Papastefanou, Sandro Tuminelli)
3. Edmonda Aldini – Un venerdì di sera (Τον Χάρο τον αντάμωσα) ([4]) (Mikīs Theodōrakīs, Errikos Thalassinos, Sandro Tuminelli)
4. Edmonda Aldini – Sogno e fumo (Τ' όνειρο καπνός) ([5]) (Mikīs Theodōrakīs)
5. Edmonda Aldini – La spiaggia (Iakovos Kampanelis, Mikīs Theodōrakīs, Sandro Tuminelli)
6. Edmonda Aldini – Sotiris Petrula (Σωτήρης Πέτρουλας) ([6]) (Mikīs Theodōrakīs, Sandro Tuminelli)
7. Edmonda Aldini – Vento del nord (Του μικρού βοριά) (Odysseas Elytīs[7], Mikīs Theodōrakīs, Sandro Tuminelli)
8. Edmonda Aldini – Canto dei Cantici (Άσμα Ασμάτων) ([8]) (Iakovos Kampanelis, Mikīs Theodōrakīs, Sandro Tuminelli)
9. Edmonda Aldini – L'evaso (Ο δραπέτης) (Iakovos Kampanelis, Mikīs Theodōrakīs, Sandro Tuminelli)
10. Edmonda Aldini – Caduta è l'oscurità (Gerasimos Stavrou, Mikīs Theodōrakīs, Sandro Tuminelli)

## Formazione
- Edmonda Aldini - voce
- Piero Barenghi - mandolino, chitarra
- Ubaldo Beduschi - contrabbasso
- Renzo Bergonzi - batteria
- Beppe Moraschi - pianoforte, cembalo
- Amleto Zonca - fisarmonica, organo
- Adalberto Borioli - armonica, flauto